# Korjacká sopka
Sopka Korjackaja, či Korjacká sopka (rusky Корякская Сопка) je masivní stratovulkán, nacházející se v jižní části poloostrova Kamčatka. Spolu se svým sousedem, vulkánem Avačinskaja tvoří dominantu nad hlavním městem Kamčatského kraje Petropavlovsk-Kamčatskij. Společně s dalšími patnácti světovými sopkami je zapsána do seznamu Decade Volcanoes.
Stáří vulkánu se odhaduje na pozdní pleistocén, je o něco starší než sopka Avačinskaja. Korjacká sopka není velmi aktivní sopka, za posledních 10 000 let se odehrály jen tři větší erupce a několik menších. Erupce byly v převážné míře efuzívní, doprovázené výlevy andezitových, resp. čedičových láv a uvolňováním pyroklastických proudů a lahar, emise sopečných plynů a popela byly v menšině. První z velkých erupcí se odehrála v intervalu 9000 až 7250 př. Kr., druhá v intervalu 6500 až 5700 př. Kr. a třetí přibližně před 4800 lety.
V 19. a 20. století sopka eruptovala jen třikrát, největší erupce byla poslední, která začala na konci roku 1956 a skončila se v létě následujícího roku. Šlo o středně silnou podzemní erupci. V současnosti jsou jediným projevem sopečné činnosti fumaroly, ale počátkem roku 1994 byl zaznamenán enormní nárůst seismické aktivity s epicentrem pod masivem vulkánu, což může indikovat přísun magmatu do magmatického krbu sopky.